# ماریوتو آلبرتینلی
ماریوتو آلبرتینلی (ایتالیایی: Mariotto Albertinelli؛ ۱۳ اکتبر ۱۴۷۴ – ۵ نوامبر ۱۵۱۵) نقاش اهل کشور ایتالیا در دورهٔ رنسانس بود.